# Cronologia della Preistoria
Di seguito vengono riportati in ordine cronologico i principali avvenimenti del periodo preistorico, divisi per periodi.

## Paleolitico inferiore

### Olduvaiano
- Intorno a 2,5 milioni di anni fa - Africa: Tecnica litica olduvaiana (fino a circa 750 000 anni fa): primi utensili in pietra utilizzati da Australopithecus garhi
- Intorno a 2,4 milioni di anni fa - Africa: comparsa di Homo habilis nella gola di Olduvai in Tanzania (fino a 1,6 milioni di anni fa)
- Intorno a 2 milioni di anni fa - Africa: comparsa di Homo ergaster, probabilmente capace di linguaggio, in Africa Orientale (fino a 1 milione di anni fa)
- Intorno a 1,9 milioni di anni fa - Riwat: migrazione di Homo ergaster in Pakistan
- Intorno a 1,8 milioni di anni fa
  - Europa: migrazione di Homo ergaster in Georgia
  - Africa: comparsa di Homo erectus in Africa (fino a 80 000 anni fa)
- 1,75 milioni di anni fa - Africa: primo rifugio umano posto sotto una roccia nelle gole dell'Olduvai in Kenya.
- Intorno a 1,7 milioni di anni fa - Indonesia: migrazione di Homo erectus a Giava
- Intorno a 1,6 milioni di anni fa
  - Africa: estinzione di Homo habilis
  - Cina: migrazione di Homo erectus in Cina
- Intorno a 1,5 milioni di anni fa: Africa
  - Inizio della diversificazione della strumentazione litica, con asce, trancianti, raschiatoi e tritatoi (industrie acheuleane e olduvaiane evolute).
  - Primo accertato controllo del fuoco da parte dei primi uomini (Homo erectus): a Koobi Fora in Kenya i siti FxJjzoE e FxJj50 mostrano prove di controllo del fuoco da parte dell'Homo erectus di 1,5 milioni di anni fa, sulla base di arrossamento del sedimento che può derivare solo da riscaldamento a 200-400 °C.[1] Presso un sito a Olorgesailie, Kenya, esiste una depressione dall'aspetto simile ad un focolare.[1]
  - Vicino Oriente: Migrazione di Homo ergaster in Israele
- Intorno a 1,2 milioni di anni fa
  - Africa: Comparsa di Homo antecessor (da 1,2 milioni a 700 000 anni fa), discendente di Homo ergaster e antenato di Homo rhodesiensis (e quindi di Homo sapiens).[2]
  - Europa: inizio della glaciazione di Günz, la prima glaciazione del Quaternario, che si è estesa all'incirca dal 1 200 000 a.C. al 700 000 a.C.
- Intorno a 1 milione di anni fa
  - Thailandia: migrazione di Homo erectus in Thailandia
  - Africa, Pakistan, Europa, Indonesia, Cina: estinzione di Homo ergaster
- Intorno a 900 000 anni fa - Europa: inizio delle migrazioni di Homo antecessor in Europa (Atapuerca, Pakefield)
- Intorno a 800 000 anni fa - Italia: prima presenza accertata di ominidi (Homo erectus) in Italia (Monte Poggiolo), eccetto i non confermati ritrovamenti (datati a un milione di anni fa) a San Lazzaro di Savena e Pirro Nord.

### Acheulano
- Intorno a 750000 anni fa
  - Africa: tecnica litica acheuleana - (fino a circa 120 000 anni fa) - manufatti litici a forma di mandorla e lavorati su due lati in modo simmetrico ("bifacciali" o "amigdale") associati a diversi strumenti ricavati da schegge (raschiatoi e punte)
- Intorno a 700 000 anni fa
  - Africa: comparsa di Homo rhodesiensis (fino a 160 000 anni fa), ritrovato a Broken Hill nell'allora Rhodesia del Nord. La località attualmente viene chiamata Kabwe e si trova nello Zambia. È attualmente considerato un discendente dell'Homo antecessor e antenato dell'Homo sapiens.[3]
  - Europa: fine della glaciazione di Günz, la prima glaciazione del Quaternario, che si è estesa all'incirca dal 1 200 000 a.C. al 700 000 a.C. Sito di La Pineta (Isernia) con uso del fuoco (?).
- Intorno a 650 000 anni fa - Europa: inizio della glaciazione di Mindel, la seconda glaciazione del Quaternario, che si è estesa all'incirca da 650 000 anni fa a 350 000 anni fa
- Intorno a 600 000 anni fa - Africa, Europa e Vicino Oriente: comparsa di Homo heidelbergensis (Homo sapiens arcaico antico) in (fino a 200 000 anni fa)
- Intorno a 500 000 anni fa
  - Africa, Europa e Vicino Oriente: presunta nascita del pensiero religioso in popolazioni di Homo heidelbergensis[4][5][6]
  - Europa: prima adozione della tecnica abbevilliana, una tecnica di fabbricazione degli utensili conosciuta anche come del cultura con i bordi intagliati senza bifacciali.[7][8]
  - Sri Lanka: migrazione di Homo erectus in Sri Lanka
  - Corea: migrazione di Homo erectus in Corea
- Intorno al 450 000 anni fa - Cina: a Zhoukoudian (o Choukoutien), tracce d'insediamento umano.
- Intorno al 400 000 anni fa
  - Europa
    - Prima adozione della tecnica clactoniana, una tecnica di fabbricazione degli utensili conosciuta anche come del tecnica del nucleo predisposto.[9]
    - Prima adozione della tecnica tayaziana, una tecnica di fabbricazione degli utensili simile a quella acheuleana (o prima), ma privo di bifacciali.[10][11]

  - Africa: realizzazione della Venere di Tan-Tan (rinvenuta presso la città di Tan-Tan, Marocco), la prima scultura realizzata dall'uomo di cui siamo a conoscenza. Poiché era anche ricoperta di ocra rossa, si ipotizza un uso rituale.
- Intorno a 350 000 anni fa - Europa: fine della glaciazione di Mindel, la seconda glaciazione del Quaternario che si è estesa all'incirca da 650 000 a 350 000 anni fa
- Intorno a 300 000 anni fa - Europa
  - Inizio della glaciazione Riss, la terza glaciazione del Quaternario, che si è estesa circa da 300,000 anni fa a 120 000 anni fa
  - Sito lacustre di Bilzingsleben, Germania, risalente a 300 000 anni fa circa, nel quale si sono rinvenuti strumenti in legno e materiali organici.
- Intorno al 230 000 a.C. - Vicino Oriente: realizzazione della Venere di Berekhat Ram (ritrovata presso le alture del Golan, Palestina), candidata ad essere il più antico esempio di arte preistorica scoperto, tanto che il suo realizzatore non apparterrebbe alla nostra specie, bensì all'Homo erectus.
- Intorno a 200 000 anni fa:
  - Africa, Europa e Vicino Oriente: comparsa di Homo neanderthalensis (fino a 30 000 a.C.)
  - Africa, Indonesia, Thailandia, Cina: estinzione di Homo erectus
  - Africa: invenzione della lancia; industrie litiche che producono lame e punte di forma triangolare da fissare su aste di legno: prima adozione di Tecnica Levallois o pre-musteriana.[12][13]
- Intorno a 164 000 anni fa - Africa: una campagna di scavi iniziata nel 1999 nella caverna «PP13B» di Pinnacle Point (Sudafrica) ha fatto rinvenire numerosi piccoli strumenti di silcrete risalenti anche a 164 000 anni fa; poiché la lavorazione della silcrete richiede il suo riscaldamento per lungo tempo alla temperatura di 350 °C, queste scoperte hanno fatto anticipare una tecnica che fino a poco tempo fa si riteneva avesse avuto origine in Francia in epoca molto più recente[14].
- Intorno a 160 000 anni fa - Africa: comparsa di Homo sapiens idaltu (Homo sapiens arcaico recente) in Africa (fino a 100 000 anni fa)
- Intorno a 150 000 anni fa:
  - Africa: primi Homo sapiens moderni in Africa, affini agli attuali Khoisan
  - Europa: controllo del fuoco da parte dei primi uomini in Europa, sito dell'accampamento invernale di un gruppo di cacciatori-raccoglitori nella grotta du Lazaret, presso Nizza, con l'esistenza di una capanna di 11m × 3.5m addossata alla parete della grotta e con la presenza di strumenti litici e di due focolari posti in due cavità naturali
- Intorno a 130 000 anni fa:
  - Vicino Oriente: prime sepolture (Qazfeh, Israele)
  - Europa: inizio dell'interglaciazione Riss-Würm
- Intorno a 125 000 anni fa - Africa: primo utilizzo dei crostacei per cibarsi, nel sito di Klasies River Mouth in Sudafrica.

## Paleolitico medio (Musteriano Europeo)

### Interglaciazione Riss-Würm
- Intorno a 120 000 anni fa
  - Europa:
    - Inizio del Paleolitico medio in Europa
    - Fine della glaciazione Riss, la terza glaciazione del Quaternario, estesa all'incirca dal 300 000 al 120 000 a.C.
    - Tecnica litica musteriana - (fino a circa 33 000 a.C.) - manufatti caratterizzati da un perfezionamento delle tecniche di lavorazione (scheggiatura con la tecnica Levallois, dal sito di Levallois, differenziazione degli strumenti su scheggia, aumento degli strumenti derivati da lama)

  - Asia centrale: i neanderthaliani si espandono dall'Europa occidentale fino al Kazakistan.
  - Mesopotamia: presenza di Homo Sapiens, testimoniata dalle prime sepolture organizzate, uso di monili e amuleti, ocra rossa; (Shanidar - Iraq), Monte del Precipizio.
  - Indonesia: tracce dell'Homo erectus soloensis, nel sito di Ngandong sull'isola di Giava (fino a 50 000 anni fa).
- Intorno a 100 000 anni fa:
  - Mesopotamia: primi Homo neanderthalensis in Medio Oriente. Nel sito di Mugharet el-Zuttiyeh, Medio Oriente, fossile di un possibile antenato dei protocromagnoidi - Occupazione umana dei Monti Zagros
  - Giappone: presenza probabile di Homo erectus in Giappone (primi manufatti litici)[15]
  - Africa:
    - Primi Homo sapiens in Maghreb
    - Presenze di Homo sapiens in Africa orientale e in Africa meridionale: progressi nella lavorazione delle schegge.
- Intorno all'anno 90 000 a.C. - Europa: sito Bañolas, presso Gerona, Spagna: scoperta di una mandibola attribuita a un Homo erectus, probabilmente un esemplare derelitto.

### Glaciazione Würm
- intorno all'anno 80 000 a.C.
  - Vicino Oriente, Mesopotamia, Persia: primi insediamenti certi di Homo neanderthalensis in Medio Oriente; Shanidar (Mesopotamia), nord-ovest Iran e Monte Carmelo (Palestina)
  - Europa
    - Inizio della glaciazione Würm, quarta e ultima glaciazione del Quaternario che si estende dall'80000 a.C. al 10 000 a.C.
    - Comparsa dei caratteri costanti dei neanderthaliani classici (Homo sapiens) in Europa e Asia occidentale.
    - Industrie mousteriane, prime sepolture volontarie, nascita del pensiero sciamanico.
    - Estinzione di Homo erectus
- intorno all'anno 75 000 a.C.
  - Africa: separazione gruppo Khoisan con gruppo protoaustraloide (individui australoidi e pigmei). Avviene la prima differenziazione fra etnie della specie Homo sapiens.
  - Italia: occupazione della Grotta Guattari a San Felice Circeo da parte di Homo neanderthalensis, fino a 50 000 anni fa.
  - Indonesia: teoria della catastrofe di Toba del supervulcano Toba; fu una delle più catastrofiche eruzioni degli ultimi 500 000 anni. Nella Scala (VEI) viene classificata con una magnitudo di 8 il massimo della scala. Probabile estinzione di massa di varie specie di ominidi, fra cui probabilmente Homo erectus, forse dovuta alla catastrofe di Toba. Fu a causa di questa eruzione che la popolazione di ominidi si ridusse a poche migliaia di individui. Questo spiega anche la scarsa variabilità genetica della specie umana.[16].
- intorno all'anno 70 000 a.C.:
  - Europa: prime forme di abbigliamento da parte di Homo neandertalensis.
  - Africa: prime forme di Arte primitiva (Blombos cave, Sudafrica)
  - India: primi Homo sapiens in India (etnia Proto-australoide, antenati dei Munda)
- intorno all'anno 60 000 a.C.:
  - Palestina: presenza di insediamenti di Homo neanderthalensis (Grotta di Kebara, nei pressi del Monte Carmelo)
  - Europa: invenzione del primo strumento musicale (flauto) nella grotta di Idria in Slovenia
  - Cina: primi Homo sapiens in Cina - separazione gruppo sinodenecaucasico dal gruppo proto-australoide
  - Indonesia: primi Homo sapiens in Indonesia (gruppo austronesiano)
- intorno all'anno 50 000 a.C.:
  - Italia: fine dell'occupazione della Grotta Guattari a San Felice Circeo (Homo neanderthalensis) probabilmente per l'occlusione da parte di una frana.
  - Asia centrale: primi Homo sapiens in Asia centrale -Separazione gruppo sinodenecaucasico (burushaski) e gruppo protoindoeuropeo (tocario)
  - Stati Uniti: probabile presenza dell'uomo nel sito di Topper, in Carolina del Nord, dove sono stati ritrovati dei presunti manufatti litici, la cui origine umana però è tuttora contestata.[17][18][19][20][21].
  - Australia: primi Homo sapiens in Australia -gruppo australoide austronesiano
- intorno all'anno 47 000 a.C. - Stati Uniti: probabile impatto del meteorite Canyon Diablo nei pressi di Winslow, in Arizona, e relativa formazione del Cratere da impatto Meteor Crater.[22]
- intorno all'anno 45 000 a.C.
  - Medio Oriente: separazione gruppo sinodenecaucasico e gruppi proto-semitici
  - America del nord: si forma l'istmo terrestre di Beringia, dove oggi vi è lo stretto di Bering; questo permette il passaggio di animali terrestri, e al seguito, di popolazioni paleoamericane dal continente asiatico a quello americano.
- intorno all'anno 42 000 a.C. - Medio Oriente: scoperta a Ksar Akil in Libano di scheletri e ornamenti di Homo sapiens. Primo uso accertato di monili avente scopo puramente ornamentale.
- intorno all'anno 40 000 a.C.:
  - Europa
    - Primi Homo sapiens in Europa - gruppo linguistico ipotetico mediterraneo (secondo le teorie di Alain Danielou, sono gli antenati degli Iberi, Pelasgi, Etruschi, Berberi, Minoici di Creta, Ciprioti, Egiziani, Ittiti, Sumeri e Dravidi), diffusi, da ovest a est, dalla Spagna alle rive del Gange, e alcuni già presenti del gruppo sinodenecaucasico (antenati dei Baschi)
    - Tecnica litica castelperroniana - (fino a circa 34000 a.C.) - rappresenta una culture di transizione dalle culture musteriane verso la cultura aurignaziana, ad opera ancora dei neanderthaliani e con il perdurare della tecnica levalloisiana.

  - Grecia: primi insediamenti certi in Grecia settentrionale: Tracia, Penisola Calcidica e Tessaglia (forse antenati dei Pelasgi)
  - America del nord: probabile prima presenza di Ominidi in America del nord (Alaska). Prime popolazioni paleoamericane, antenate degli Inuit, passano dal continente asiatico a quello americano attraverso il ponte di terra della Beringia.

## Paleolitico superiore

### Würmiano temperato

#### Aurignaziano
- Intorno all'anno 39 000 a.C. - Europa: tecnica litica aurignaziana - (fino a circa 21 000 a.C.) - con manufatti litici ricavati soprattutto da lame e microlamine e la diffusione dei manufatti in osso. Dal punto di vista geografico è suddiviso in "occidentale", "centro-europeo e balcanico", "italiano" e "orientale". Il nome deriva dal sito di Aurignac in Francia. Cronologicamente suddiviso in aurignaziano arcaico" (o "pre-aurignaziano o "proto-aurignaziano") "aurignaziano classico" ("antico", I e II, ed "evoluto", III e IV,) "aurignaziano tardivo" (V).
- Circa 38 000 a.C. - Italia: Balzi Rossi, riparo Mochi, rinvenute tracce di focolare attribuibile all'Homo sapiens.
- Intorno all'anno 35 000 a.C.
  - Grecia: primi insediamenti certi in Egeo - Beozia, Argolide, Eubea, Isole Ionie; gli abitanti sono cacciatori e raccoglitori e conducono una vita seminomade, forse antenati dei Minoici
  - Europa:
    - Fine dello stadio musteriano e inizio della civilizzazione del Paleolitico superiore, caratterizzato da strutture sociali evolute e da progressi tecnologici nella strumentazione litica.
    - Russia: primo utilizzo accertato dell'abbigliamento, testimoniato dal ritrovamento di aghi di osso (Kostënki, Russia) risalenti a questo periodo.[23][24][25]
    - Germania: realizzazione della Venere di Hohle Fels (ritrovata nei pressi di Schelklingen in Germania), Si tratta della più antica rappresentazione del corpo umano di età paleolitica (Aurignaziano basale) oggi conosciuta, più antica di circa 10000 anni rispetto alle altre "veneri" conosciute di età gravettiana[26].

  - Giappone: prima presenza accertata di Homo sapiens nell'arcipelago: etnie e popolazioni di tipo proto-Ainu (gruppo mediterraneo).[15][27][28]
- Intorno all'anno 34 000 a.C. - Sri Lanka: primi insediamenti stabili mesolitici umani nella Storia (popolo Balangoda) (fino al 1000 a.C.); sembra si trattasse di una popolazione dedita alla caccia che viveva nelle caverne.
- Intorno all'anno 33 000 a.C. - Sudamerica: prime presenze di Homo sapiens nell'America pre-colombiana (Pedra Furada, Brasile)[29][30].[31]
- Intorno all'anno 31 000 a.C. - Sri Lanka: - datazione di Microliti geometrici appartenenti alla cultura Balangoda, tradizionalmente considerati il segno distintivo del Mesolitico. Alcune scoperte fatte nei siti di Oats e Barley sembrano indicare che questa popolazione fosse anche dedita all'agricoltura. Questa scoperta, se confermata, retrodaterebbe l'inizio del Neolitico proprio a questo periodo.[32][33]
- Intorno all'anno 30 000 a.C.
  - Europa
    - Probabile scomparsa (ipotesi più retrodatante) dell'uomo di Neanderthal; l'Homo sapiens resta il solo rappresentante del genere Homo sulla Terra.
    - Prime manifestazioni di arte figurativa parietale in Francia (rifugio Cellier a Tursac, rifugio Blanchard a Sergeac, rifugio della renna a Belcayre in Dordogna) e in Spagna
    - Arte aurignaziana: graffiti, figure vulvari, teste o avantreni di animali (blocchi di la Farrassie, ricovero Castenet, ricovero Cellier); periodo dal 30000 a.C. al 23 000 a.C.

  - Giappone: prima presenza accertata di lavorazioni di pietra levigata e ground stone, da parte di popolazioni proto-Ainu (gruppo mediterraneo): in Occidente saranno presenti solo presso la cultura mesolitica natufiana[15][27][28].
  - Indonesia - prima prova di occupazione umana nelle isole Molucche.
  - Sudamerica: presenze di Homo sapiens nell'America pre-colombiana (Brasile)
  - Mesoamerica: primi indizi di occupazione umana nel Mesoamerica, secondo la Cronologia di Piña Chán, (El Cedral, San Luis Potosí, Messico)
- intorno all'anno 29 000 a.C. - Europa: occupazione delle Grotte Chauvet in Francia, presso Vallon-Pont-d'Arc, nell'Ardèche (regione del Rodano-Alpi). La grotta presenta pitture e incisioni rupestri di diversi animali quali bisonti, mammut rossi, gufi, rinoceronti, leoni, orsi, cervi, cavalli, iene, renne ed enormi felini scuri. Soli o ritratti in branco, nei colori resi disponibili dagli elementi naturali, gli animali ritratti assommano ad oltre 500 opere databili di circa 31 000 anni fa. Possiamo ipotizzare che questo luogo fosse un importante centro di culto dell'epoca.[34] · [35] · [36].[37].
- Intorno all'anno 28 000 a.C. - Europa: realizzazione della Venere di Dolní Věstonice (ritrovata nei pressi di Dolní Věstonice, in Moravia); questo reperto, insieme a pochi altri provenienti dalle zone vicine, è il più antico manufatto in ceramica conosciuto al mondo.

#### Gravettiano
- Intorno all'anno 27 000 a.C. - Europa
  - Tecnica litica Gravettiana (fino a circa 18 000 a.C.) caratterizzata da bulini, punte ritoccate (punte gravettiane) e armi da lancio in osso. A questa cultura appartengono molte delle più note veneri paleolitiche. Dal sito di La Gravette, presso Bayac, in Dordogna, Francia. Viene suddiviso in: "protogravettiano", "gravettiano antico", "gravettiano evoluto", "gravettiano finale".
  - Fabbricazione delle statuette femminili, in particolare quelle di Lespugue e Brassempouy (Francia), Savignano (Italia), Avdeeno (Russia).
  - Realizzazione della Venere di Lespugue (scoperta nel 1922 in una cava vicino a Lespugue, ai piedi dei Pirenei). Secondo alcuni esperti tessili come Elizabeth Wayland Barber, la statua ci offre la prima rappresentazione di un tessuto, infatti al di sotto dei fianchi si può notare una gonna fatta di fibre elicoidali, sfilacciate alla fine.
- Intorno all'anno 26 000 a.C. - Europa: Fase antica del Gravettiano (Perigordiano IV), datata tra 26 000 e 24 000 a.C., è caratterizzata, soprattutto nella sua parte inferiore, dalle flechettes. Con questo termine si intendono le punte a forma di foglia, con simmetria bilaterale, ottenute mediante un ritocco erto marginale, il cui orientamento e la cui localizzazione variano considerevolmente. In questa fase i bulini sono prevalentemente su supporto laminare, a stacchi laterali multipli su troncatura; sono anche presenti grattatoi frontali piatti su grandi schegge.
- Intorno all'anno 25000 a.C.
  - Europa: probabile scomparsa (ipotesi di scomparsa più recente) dell'uomo di Neanderthal; l'Homo sapiens resta il solo rappresentante della genere Homo sulla Terra.
  - Australia: la colonizzazione umana si diffonde rapidamente in Australia, incluse la costa sud-orientale, la Tasmania e le terre alte della Nuova Guinea.
- Intorno all'anno 24000 a.C.
  - Europa
    - Fase intermedia del gravettiano (Perigordiano V o Gravettiano medio), datato tra 24000 a.C. e 21 000 a.C., è caratterizzata da alcuni tipi altamente specializzati.
    - Italia: occupazione della grotta dei Balzi Rossi a Ventimiglia, dove sono state ritrovate le tipiche Veneri paleolitiche.[38][39][40][41].
    - Austria: realizzazione della Venere di Willendorf, forse la più nota ed esemplare fra le veneri paleolitiche.
    - Russia: tre sepolture di Sounghir, presso Mosca contenenti centinaia di oggetti funerari (canini perforati, 20 braccialetti, ornamenti d'avorio, figurine di animali, pendenti, spiedi in avorio di mammut, 35000 perle d'avorio)
- intorno all'anno 23000 a.C. - Europa
  - Fine delle forme d'arte aurignaziane: graffiti, figure vulvari, teste o avantreni di animali (blocchi di la Farrassie, ricovero Castenet, ricovero Cellier); periodo dal 30000 a.C. al 23000 a.C.
  - Realizzazione della Venere di Mal'ta, scoperta in una cava a Mal'ta, vicino al Lago Bajkal, Siberia. Il reperto è vecchio di almeno 23.000 anni ed è stato scolpito in avorio di mammut. È una tipica "Venere paleolitica", con alcuni attributi sessuali messi in risalto, come i grandi seni o i fianchi.
  - Realizzazione della Venere di Brassempouy, scoperto vicino a Brassempouy, Francia nel 1892. Con un'età stimata di 25 000 anni, è la più antica rappresentazione realistica di un volto umano mai trovata.
- Intorno all'anno 22000 a.C.
  - Europa: arte gravettiana, caratterizzata da figure d'animali con curvature cervico-dorsale sinuosa; periodo dal 22 000 a.C. al 19000 a.C. (Grotta di Cussac, Le Buisson-de-Cadouin, Francia).
  - America del nord: Grotte di Bluefish, Canada: primi insediamenti umani provenienti dalla Siberia, probabilmente antenati degli Inuit e degli Indiani canadesi.
  - Mesoamerica: civiltà di Tlapacoya (Messico), secondo la cronologia di Piña Chán.
- Intorno all'anno 21000 a.C. - Europa:
  - Fine della tecnica litica aurignaziana
  - Fase finale del gravettiano (Perigordiano V o Gravettiano finale), datato tra 21000 a.C. e 18 000 a.C. (Perigordiano VI e VII), che si chiude con industrie di tradizione gravettiana, prive dei tipi “speciali” della fase evoluta. Nell'area occidentale-atlantica, al Gravettiano seguono complessi postgravettiani differenziati (Solutreano e Magdaleniano).

### Pleniglaciale Würmiano (Mesolitico in Medio Oriente)

#### Solutreano
- Intorno all'anno 20000 a.C.
  - Medio Oriente: inizio del mesolitico in Medio Oriente
  - Giordania: probabile nascita del commercio, testimoniato dalle numerose conchiglie marine rinvenute in luoghi di insediamenti umani pressoché sedentari.[42].
  - Europa
    - Acme del pleniglaciale würmiano. È il periodo di massimo avanzamento dei ghiacciai durante la Glaciazione Würm.
    - Inizio dell'Epigravettiano, o Gravettiano tardivo, in Italia e Europa centro-orientale (fino all'8000 a.C.). Differenziazione delle facies del perigordiano superiore europeo. In Europa occidentale si affermeranno il Solutreano e il Magdaleniano, nel resto d'Europa continuerà la tradizione gravettiana[43].

  - Giappone: prima presenza di uomini dalle caratteristiche essenzialmente mongoloidi è considerato l'Uomo di Minatogawa (Okinawa), datato al 20000 a.C. Sembra quindi che, mentre le isole meridionali erano abitate da una popolazione proto-mongoloide, la maggior parte del Giappone fosse abitata dalle popolazioni Jōmon, riferibili al tipo europoide di Combe-Capelle.[15][27][28].
  - America meridionale: a Toca de tira peja, in Brasile, prima evidenza certa di insediamenti umani in Sudamerica.
- Intorno all'anno 19000 a.C.
  - Europa: temperature minime per la Glaciazione Würm
  - Spagna, Francia: tecnica litica Solutreana (fino a circa 16000 a.C.), caratterizzata dalla tecnica di scheggiatura a pressione, che consente di ottenere manufatti di grande raffinatezza. Viene utilizzato anche l'osso (aghi) e il corno. Compaiono i primi esempi di arte rupestre (pitture nelle caverne).
- Intorno all'anno 18000 a.C.
  - Vicino Oriente
    - Inizio della cultura mesolitica kebariana nel Levante. Le comunità sono relativamente piccole (dai 40 ai 50 individui) e vivono in caverne. La loro vita nomade diventa limitata al seguito degli spostamenti delle greggi caprine e ovine, all'interno delle quali l'uomo ha imparato a selezionare gli animali da abbattere. La selezione riguarda anche la raccolta intensificata delle leguminose e delle graminacee. A vantaggio di ciò, i primi attrezzi di pietra permettono di frantumare la dura gluma che ricopre i chicchi dei cereali ma l'industria litica si specializza anche sotto altri aspetti: gli attrezzi divengono più piccoli, geometrici e precisi. Ciò permette la caccia verso specie animali di minori dimensioni (gazzelle, ovini e caprini). Le culture di maggior rilevanza si trovano in Palestina (Kebariano) e in Iraq (Zarzi).
    - Sviluppo delle industrie leptolitiche e disponibilità di strumenti in pietra relativamente leggeri.

  - Europa: civilizzazioni epigravettiane mediterranee (giacimenti di la Gravette)
  - Spagna, Francia: fine della tecnica litica Gravettiana in Europa Occidentale (27-18 000 a.C.)
  - Francia: realizzazione della Venere di Laussel, scolpita in un bassorilievo e dipinta di ocra rossa, e scoperta da G. Lalanne, un medico, nel 1911. È conservata nel Museo d'Aquitania, a Bordeaux, Francia. La figura tiene in mano un corno, o una cornucopia, nella quale sono incise 13 tacche. Secondo alcuni ricercatori questo può simboleggiare il numero di lune o il numero di cicli mestruali in un anno.[44] Ha la mano sull'addome (o grembo), con grandi seni e vulva. Vi è una "Y" sulla sua coscia e il suo volto è rivolto verso il corno.
- Intorno all'anno 17000 a.C. - Europa: Crescita della rigidità dell'ultima glaciazione
- Intorno all'anno 16500 a.C.
  - Europa: occupazione della grotta di Altamira in Spagna (fino al 12000 a.C.), che si trovano nei pressi di Santillana del Mar in Cantabria, 30 chilometri ad ovest di Santander, una delle massime e più tipiche espressioni di Arte paleolitica, Pitture rupestri e Incisioni rupestri. Gli artisti usarono carbone e ocra o ematite per dipingere, spesso diluendo i colori per produrre tonalità diverse e creare così effetti di chiaroscuro; sfruttarono anche i contorni naturali dei muri per dare un'impressione di tridimensionalità ai soggetti. Il Soffitto Multicolore è l'opera più appariscente e mostra un branco di bisonti in differenti posizioni, due cavalli, un grande cervo e quello che sembra essere un cinghiale.
  - Giappone: le ceramiche ritrovate in alcuni siti archeologici, in particolare Odayamamaoto n1 Iseki, datate con la tecnica AMS (Spettrometria di massa con acceleratore) risalgono a questa epoca. Questa datazione sposta il periodo Jōmon ben più indietro nel tempo. Se la scoperta venisse confermata, si tratterebbe della lavorazione ceramica più antica mai conosciuta, tale da retrodatare anche la prima cultura neolitico-ceramica esistente.

#### Magdalieniano

##### Inferiore
- Intorno all'anno 16000 a.C. - Europa
  - Tecnica litica magdalieniana in Europa Occidentale - (fino a circa 10000 a.C., verrà seguita poi dal Valorguiano in Francia meridionale); la tecnica magdaleniana è caratterizzata dalla lavorazione di lame e nelle fasi intermedie di manufatti di piccole dimensioni (microliti); si diffonde la lavorazione dell'avorio e dell'osso, con raffinata decorazione e vengono realizzate collane con denti di carnivori. A questo periodo appartiene la fioritura dell'arte rupestre (pitture nelle caverne).
  - Parossismo dell'ultima glaciazione
- Intorno all'anno 15000 a.C.
  - Vicino Oriente
    - Inizio convenzionale del periodo Protostorico nel vicino oriente
    - Probabile addomesticamento del cane

  - Europa:
    - Apogeo dell'arte rupestre
    - Italia: sviluppo delle civiltà epigravettiane in Italia e Europa orientale.
    - Francia, Spagna: sviluppo delle civiltà magdaleniane (sviluppo dell'artigianato basato su materiali ossei e qualità delle realizzazioni di mobili e di opere parietali)

  - Sri Lanka: la civiltà mesolitica dei Balangoda pratica, forse per la prima volta nella Storia, l'agricoltura di orzo e avena[45].
  - Stati Uniti: probabile presenza dell'uomo nel sito di Cactus Hill, in Virginia, dove sono stati ritrovati dei manufatti litici e forse focolari di fattura pre-Clovis.[46].
- intorno all'anno 14000 a.C.
  - Europa:
    - Sviluppo delle civiltà magdaleniane nell'Europa occidentale
    - Sviluppo dei microliti in Europa.
    - Francia: occupazione delle Grotte di Lascaux, una vera e propria galleria di opere di arte rupestre, detta anche per la sua ricchezza di pitture rupestri "La cappella Sistina del Paleolitico".

  - Giappone: inizio del Periodo Jōmon Antico, (fino al 10000 a.C.), Invenzione della Ceramica e segni di una Civiltà mesolitica (forse neolitica) ad opera dei Proto-Ainu.
  - Stati Uniti: probabile presenza dell'uomo nel sito di Meadowcroft Rockshelter, in Pennsylvania, dove sono stati ritrovati dei manufatti litici di fattura pre-Clovis.[47][48][49][50][51].
- Intorno all'anno 13500 a.C. - Germania: cultura di Amburgo, di tipo epigravettiano (circa 13500 a.C.– circa 11200 a.C.), caratterizzata da punte e utensili zinken (in tedesco, "tracciare"), usati come ceselli nella lavorazione delle corna. Venne ad espandersi dalla Francia settentrionale, alla Scandinavia meridionale nel nord e nella Polonia ad est.[52]

##### Superiore
- Intorno all'anno 13000 a.C.
  - Europa:
    - Periodo Magdaleniano Superiore (12500 a.C.-8500 a.C.) in Francia e penisola iberica, che coincide con la Piena fioritura della civiltà magdaleniana. Sviluppo della manifattura di strumenti di materiali rigidi di origine animale (zagaglie, arpioni, fiocine).
    - Nei Pirenei compare la più evoluta cultura Aziliana, per alcuni già nel Mesolitico, caratterizzato dall'uso di raschiatoi molto corti, punte aziliane (punte o bipunte allungate, ottenute mediante ritocco erto diretto con andamento curvo), segmenti e triangoli ottenuti con la tecnica dei microbulino.

  - Mesoamerica: a questa data dovrebbero risalire i resti ritrovati a Città del Messico della cosiddetta Mujer del Peñón (donna della roccia), secondo la Cronologia di Piña Chán.
- Intorno all'anno 12800 a.C. - Sudamerica: presenze di Homo sapiens nell'America pre-colombiana (Monte Verde, Cile)[53].
- Intorno all'anno 12500 a.C.: - Medio Oriente: inizio della cultura mesolitica natufiana nel Levante (fino al 9500 a.C.)
  - Il clima nel vicino oriente migliora (si fa mediamente più caldo e più umido) e le precipitazioni sono sufficienti a sostenere una costante copertura erbacea e l'infittirsi della foresta (querce e pistacchi). L'uomo inizia ad abbandonare gradualmente il nomadismo e possiamo ipotizzare almeno insediamenti mobili prolungati. Questi erano situati, quasi totalmente, in zone di bassa montagna, così da avere a disposizione, a corto raggio, una certa gamma di unità ecologiche diverse che garantissero varietà di cibo (per mezzo di un loro sfruttamento in successione o contemporaneo), nonché averne disponibilità in diversi periodi dell'anno. L'economia si basa essenzialmente su caccia, pesca e raccolta (frutti e piante). La caccia e la pesca continuano a migliorare grazie ai progressi litici, che ora permettono di avere punte di freccia, ami e arpioncini, ma anche falcetti per la raccolta del cibo. Comincia a diffondersi l'ereditarietà e la proprietà privata. Le sepolture riguardano sia singoli che famiglie.
- Intorno all'anno 12400 a.C. - Sudamerica: Presenze di Homo sapiens nell'America pre-colombiana (El Abra, Colombia)
- Intorno all'anno 12000 a.C.
  - Vicino Oriente:
    - Addomesticamento del cane (Cultura natufiana, sito di Ain Mallaha, Israele)
    - Insediamenti mesolitici in Siria nel sito di Mureybat (fino all'8000 a.C.)

  - Giappone: datazione classica di inizio del periodo Jōmon. Prima della fine della Seconda guerra mondiale, si riteneva che il Giappone non fosse abitato prima del suddetto periodo e perciò gli scavi si fermavano al livello di tale periodo, e non venivano proseguiti.
- Intorno all'anno 11500 a.C.
  - Asia Minore: fondazione del Tempio di Karahan Tepe (fino all'10700 a.C.), forse primo esempio di tempio dedicato a un culto forse sciamanico. Gli scavi preliminari hanno permesso di scoprire oltre 250 obelischi raffiguranti figure animali.
  - Stati Uniti: cultura Clovis nel Nuovo Messico e Messico settentrionale (fino al 10500 a.C.)
- Intorno all'anno 11400 a.C. - Europa: oscillazione di Allerød (11.400 a.C. - 10.370 a.C.), l'ultimo periodo caldo e umido globale, o interstadiale, che avvenne poco prima della fine dell'ultimo periodo glaciale.
- Intorno all'anno 11200 a.C. - Germania: cultura di Ahrensburg di tipo Epigravettiano, (circa 11200 a.C.– circa 9500 a.C.), che prende il suo nome dal villaggio di Ahrensburg, da cui provengono oggetti come punte di frecce in pietra.
- Intorno all'anno 11000 a.C. - Sudamerica: presenze di Homo sapiens nell'America pre-colombiana (Piedra Museo, Argentina)
- Intorno all'anno 10500 a.C.
  - Giappone - primo periodo di fabbricazione della ceramica da parte dei popoli Jōmon. Ritrovamenti relativi al periodo intorno al 10500 a.C. nella grotta di Fukui
  - Stati Uniti: inizio dell'Impatto cosmico del Dryas recente, ovvero uno sciame meteorico che raggiunse la Terra, e che provocò una catastrofe ambientale tale da provocare l'estinzione della cultura Clovis nel Nuovo Messico (fino al 10500 a.C.).